# Kalmunai
Kalmunai (Tamil :கல்முனை, singhalesisch :කල්මුනේ) ist eine Stadt im Distrikt Ampara, Sri Lanka. Die Einwohnerzahl beläuft sich auf 106.780 (Stand 2011).

## Geografie
Die östliche Seite Kalmunais liegt am Indischen Ozean. Nördlich liegt das Dorf Periyaneelavanai und südlich das Dorf Karaitivu. Karaitivu gilt als Vorort der Stadt.
Kalmunai besteht aus vier Hauptbezirken: Kalmunai City (von der Thalavatuvan Kreuzung bis zur Zahira College Straße), Kalmunai Nord (Pandiruppu, Maruthamunai und Neelavanai), Kalmunai Süd (Sainthamaruthu) und Kamunai West (Natpittimunai, Savalakkadai).

## Bevölkerung
Die Hauptbevölkerungsgruppen bilden Sri-Lanka-Muslime (Mauren), Sri-Lanka-Tamilen, Singhalesen und Burgher.

## Geschichte
Im 17. Jahrhundert wurden Muslime aus Colombo von den Portugiesen vertrieben. Die Muslime flohen nach Kandy, um bei dem König von Kandy (Rajasinghe ii) Asyl zu suchen. Der König siedelte die Flüchtlinge nach Kalmunai (8000) und Kattankady (4000) um. Aufgrund dieser Siedlungspolitik wurde dies zu einem Gebiet mit muslimischer Bevölkerungsmehrheit.

### Bürgerkrieg
Der Bürgerkrieg in Sri Lanka zwischen 1983 und 2009 hat das Gebiet nachhaltig beeinträchtigt. Eine Vielzahl von Verschwindenlassen und soziale Unruhen beeinflussten die Bevölkerung Kalmanais.

### Tsunami 2004
Durch den Tsunami im Jahr 2004 gab es in Kalmunai eine Vielzahl von Toten und es entstand ein Sachschaden in der Höhe mehrerer Millionen Rupien.

## Sonstiges
Seit 2005 besteht eine Patenschaft der Stadt Nürnberg aufgrund des Tsunamis im Jahr 2004.